# Forces de sécurité palestiniennes
Les Forces de sécurité palestiniennes (arabe : قوات الأمن الوطني الفلسطيني) désignent l'ensemble des services de sécurité palestiniens, créés pour la plupart lors des accords d'Oslo de 1994.
Les différents services de sécurité tirent leur origine des Milices palestiniennes. En 1994, au moment de la création de l'Autorité palestinienne, bon nombre de miliciens y furent intégrés, dont une majorité du Fatah. Les miliciens du Hamas n'y ont jamais vraiment été représenté.
En 2006, lors de l'arrivée au pouvoir du Hamas, celui-ci a créé sa propre force de police, la Force exécutive constituée à majorité de miliciens du Hamas.
En théorie, le ministre de l'intérieur commande toutes les forces de sécurité, y compris depuis peu la Force exécutive du Hamas mais dans les faits, il ne contrôle que la police et la sécurité nationale.
Le Fatah contrôle la garde présidentielle, la sécurité préventive, les forces spéciales anti émeutes, la police militaire et les renseignements généraux.
Le Hamas contrôle sa Force exécutive.

## Forces de sécurité

### Fidèles auFatah
- Sécurité nationale (inclut la police navale, la police des frontières, le renseignement militaire, la police de l'aviation civile et les officiers de liaison avec Israël) : 30 000 hommes
- Police palestinienne : 7 000 hommes
- Sécurité Préventive (Troupes d'élite de la Police) : 5 320 hommes
- Garde présidentielle : 3 300 hommes
- Services de renseignement : 2 000 hommes

### Fidèle auHamas
- Force exécutive (Police du Hamas) : 6 000 hommes
- Comité pour la propagation de la vertu et la prévention du vice (Police islamique)

### Service de renseignement
Les accords d'Oslo de 1994 ont validé la création d'un service de sécurité général palestinien (Mukhabbarat al-Alma).